# Tracoma
El tracoma es una inflamación de la conjuntiva causada por la bacteria Chlamydia trachomatis. La bacteria es contagiosa y se transmite por contacto directo con una persona infectada o por ciertas moscas que llegan a alimentarse de secreciones de personas infectadas. Con infecciones repetidas a través de los años, el tracoma puede causar cicatrices del interior del párpado y la córnea que llevan a la discapacidad visual o la ceguera. Se estima que el tracoma es la causa principal de ceguera infecciosa mundial.

## Signos y Síntomas
Después de un período de incubación de cinco a doce días, se pueden desarrollar síntomas de la conjuntivitis. Muchas veces no se desarrollan síntomas pero una infección leve puede incluir:
- Ojos rojizos
- Picazón
- Ardor
- Sensación de cuerpo extraño en el ojo
- Lagrimeo o secreciones
- Costras en los párpados
- Sensibilidad a la luz.[4][5][6][7]

Si se desarrolla una infección más grave, entonces los síntomas pueden incluir:
- Enrojecimiento de los ojos más severo/intenso
- Hinchazón de los párpados
- Disminución de la visión
- Movimiento de las pestañas hacia adentro que puede causar cicatrices de la córnea (el daño permanente se llama triquiasis).[4][5][6][7]

Por lo general, un episodio único es más leve porque el sistema inmunitario puede resolver la infección. Sin embargo, las reinfecciones son comunes en las zonas endémicas. Para estas personas, es más probable que se desarrollen una infección más seria y complicaciones afectando a la visión. Típicamente la discapacidad visual empieza entre los 30 a 40 años siguiendo infecciones repetidas a lo largo de la vida, pero hay variación. Son más probables las complicaciones si no se trata.

## Causa
El tracoma está causada por la bacteria Chlamydia trachomatis, específicamente los serotipos A, B, y C. Esta bacteria también causa una infección de transmisión sexual, pero en ese caso es generalmente por los serotipos D a K.
La bacteria es contagiosa y se transmite por contacto directo con una persona infectada, directamente o indirectamente por las secreciones infectadas oculares y nasales (incluyendo fómites), o a través de algunas especies de moscas que propagan estas secreciones infectadas de una persona a otra (como vector biológico). Algunos factores que contribuyen a la transmisión incluyen higiene mala (especialmente con recursos limitados o agua limitado) y condiciones de vida hacinadas. Debido a esto, el tracoma es muy común entre niños pequeños de edad preescolar quienes pueden transmitir la infección a otros miembras de sus familias. Los niños tienden a tocar los ojos y la cara más frecuentemente y también no entienden la limpieza facial, así que se propagan la infección y se atraen las moscas que se llevan la bacteria. Se ha observado que la ceguera atribuida al tracoma es 4 veces más frecuente entre las mujeres que los hombres. Se hipotetiza que se deba a la estructura familiar tradicional en que las mujeres se cuidan a los niños.

## Diagnóstico
Por lo general, el diagnóstico del tracoma se hace clínicamente por un profesional basado en los signos, los síntomas, y los factores de riesgo como exposición a un área endémica. En algunos casos, un médico puede obtener una prueba de laboratorio para identificar la bacteria en secreciones del ojo. Éste puede determinar si se necesita antibióticos. También un médico puede evaluar si hay complicaciones y si se necesita cirugía.
La Organización Mundial de la Salud (OMS) ha creado este sistema para clasificar el tracoma:
| Clasificación             | Descripción |
| ------------------------- | --- |
| Tracoma folicular         | Hay cinco o más folículos >0.5mm en la conjuntiva superior                                                                    |
| Tracoma intenso           | Hay engrosamiento inflamatorio importante de la conjuntiva tarsal superior que obscura más de la mitad de los vasos profundos |
| Cicatrización tracomatosa | Existen cicatrizaciones de la conjuntiva tarsal                                                                               |
| Tracoma con triquiasis    | Al menos una pestaña hace contacto con la conjuntiva o hay evidencia de pestaña eliminada recientemente                       |
| Opacidad corneal          | Opacidad de la córnea fácilmente visible                                                                                      |

## Prevención
La OMS estableció en 1993 una estrategia de salud pública se llama SAFE (un acrónimo en inglés):
- Surgery (Cirugía) - tratar el tracoma con triquiasis para prevenir la progresión a la ceguera
- Antibiotics (Antibióticos) - tratar la infección en cualquiera fase
- Facial cleanliness (Limpieza facial) - promover buena higiene
- Environmental improvements (Mejoras ambientales) - expandir el acceso al agua limpio y saneamiento.

Con respecto a los antibióticos, la OMS recomienda que si una región endémica se desarrolle más que 10% de niños de 1 a 9 años quienes tengan el tracoma, entonces toda la comunidad deba tomar antibióticos en masa. Después, toda la comunidad también deba tomar antibióticos cada año por al menos tres años hasta que el predominio en los niños baje menos de 5%.
Con respecto a las mejoras ambientales, la OMS recomienda ampliar el acceso a letrinas, controlar la reproducción de moscas, y aumentar acceso al agua limpio para bañar. Este último es una parte importante de promover limpieza facial para minimizar propagación de la infección/la bacteria. También la OMS promueve separar las áreas donde habitan los animales de las áreas donde habitan los humanos.

## Tratamiento

### Antibióticos
Para eliminar la bacteria que causa el tracoma, se puede tomar azitromicina (oralmente con una sola dosis, 1g para adultos o 20 mg/kg para niños) o aplicar tópicamente tetraciclina (1% dos veces al día a los dos ojos para 6 semanas). La azitromicina se puede usar para cualquiera con al menos 6 meses de edad. Los dos antibióticos son similares en eficacia. Los antibióticos forman una parte importante de controlar Chlamydia trachomatis en comunidades endémicas como descrita en la estrategia SAFE de la OMS.

### Cirugía
Para personas quienes se desarrollan triquiasis (cuando la infección causa el párpado y las pestañas hacia adentro y hacen contacto con la conjuntiva), se necesitan cirugía para prevenir daño a la superficie del ojo. En estos casos, la cirugía puede prevenir la discapacidad visual o la ceguera si se hace a tiempo. Por esta razón, la cirugía es también otro pilar de la estrategia SAFE de la OMS para prevenir discapacidad significativa en personas afectadas.

## Epidemiología
A partir de junio de 2022, 125 millones personas viven en áreas endémicas con Chlamydia trachomatis. Estas personas se consideran en riesgo del tracoma. Este número es una reducción 136,2 millones personas en junio de 2021. Esto sigue una tendencia de reducción de personas afectadas desde la implementación de la estrategia SAFE.
Según la OMS a partir de octubre de 2022, el tracoma es un problema de salud pública en 42 países. En estas áreas endémicas, la OMS tasa que el predominio del tracoma activo en los niños preescolar puede ser 60-90%. Globalmente, África es el continente afectado más severamente, pero la OMS dice que el tracoma se considera "hiperendémico" en algunas áreas más pobres en Asia, América Central y del Sur, Australia y Oriente Medio además de África.
La OMS estima que en 2021, a 69.266 personas se sometieron cirugía para el tracoma. Sobre 67% de estas personas estuvieron en Etiopía. También la OMS estima que a 64,6 millones personas se recibieron antibióticos para el tracoma en el año 2021. Sin embargo, este número solo representa 44% de la cobertura mundial de antibióticos.
A partir del 5 de octubre de 2022, la OMS ha verificado que 15 países han eliminado el tracoma como problema de salud pública. Estos países son: Arabia Saudita, Camboya, China, Gambia, Ghana, Malawi, Marruecos, México, Myanmar (Birmania), Nepal, Omán, República Democrática Popular Lao, República Islámica del Irán, Togo y Vanuatu.

### Eliminación
La OMS empezó la estrategia SAFE en 1993.
La OMS empezó en 1996 una campaña para eliminar globalmente el tracoma para 2020. Esta campaña (La Alianza de la OMS para la Eliminación Mundial del Tracoma) ayuda a Estados miembros para implementar la estrategia SAFE. La Asamblea Mundial de la Salud adoptó en 1998 el objetivo para eliminar el tracoma para 2020 también. La OMS y los Estados miembros han hecho progresos en la eliminación del tracoma, pero en 2020 la OMS y la Asamblea Mundial de la Salud extendieron la línea de tiempo hasta 2030.

## Historia
Hay indicios de la existencia del tracoma en Egipto desde al menos el siglo XV a. C. También se registró en China y Mesopotamia. En Europa, el tracoma se propagaba durante el siglo XIX con la Campaña napoleónica en Egipto y Siria y las Guerras napoleónicas. Durante la época napoleónica científicos franceses lo atribuían a una exposición prolongada a grandes cantidades de polvo y arena, por lo que fue conocida como oftalmia egipcia, ya que en la retirada de las tropas de Egipto fue introducido en Europa. Ahora sabemos que esta enfermedad fue el tracoma. En Europa, la implementación de medidas de control del tracoma tuvieron éxito y fue controlado en el siglo XX, aunque tuvieron casos hasta la década de 1950.

Esperanza de vida corregida de la incapacidad para el tracoma por 100.000 habitantes en 2002.
sin datos
menos de 10
10-20
20-40
40-60
60-80
80-100
100-200
200-300
300-400
400-500
500-600
más de 600